# Gesindezwangsdienst
Der Gesindezwangsdienst, auch Gesindezwang, Zwangsgesindedienst oder Gesindedienstpflicht genannt, war eine besondere Form von Dienstverpflichtung. Sie ist als Ausdruck feudaler Abhängigkeit zu verstehen. Sie wurde später durch die Gesindeordnungen geregelt.
Diese Dienstpflicht zwang alle abhängigen Bauern als Untertanen, ihre Kinder mit dem 14. Lebensjahr zuerst dem Guts- oder Grundherrn als Gesinde anzubieten. Erst nach dem Ableisten dieses Dienstes konnten sie auch andernorts Arbeiten annehmen. Die Jugendlichen hatten sich jährlich jeweils zu zwei Terminen auf dem Gutshof zu stellen. Für ihre Arbeit im Haus des Grundherrn, in dessen Viehwirtschaft oder auf dessen Äckern erhielten sie nur einen geringen Lohn.
Der Zwangscharakter solcher Dienstverpflichtung ergibt sich möglicherweise aus der Notsituation kriegerischer Verteidigungsmaßnahmen, wie sie aus der ursprünglichen Wortbedeutung des Gesindes als „Kriegsvolk“ hervorgeht.

## Verbreitung
In Holstein und Pommern gab es den Gesindezwang schon vor dem Dreißigjährigen Krieg, und in Mecklenburg wurde er im Jahr 1645 indirekt eingeführt, indem den Bauernkindern das Fortziehen gesetzlich verboten wurde. Er wurde auch in Preußen und Sachsen angewandt.

## Rechtliche Besonderheiten
Während in den ostelbischen Gebieten der Zwangsdienst unter die Pflichten der Leibeigenschaft fiel, wurde er z. B. in Sachsen unter Kurfürst August I. (1533–1583) zuerst nur für die Untertanen von kurfürstlichen Kammergütern zugelassen. Nach dem Dreißigjährigen Krieg (1618–1648) stand er jedoch allen Grundherren zu, soweit sie die Gerichtsbarkeit besaßen, um die durch den Krieg verwüsteten Gutshöfe rascher aufzubauen und wieder zu bewirtschaften. Mit dem Zwangsdienst war die Gefahr von Missbrauch verbunden, insbesondere durch das Züchtigungsrecht und die mit dem Zwangscharakter gegebene starke Reglementierung des Lebens der Untertanen. Dies führte immer wieder zu Bauernunruhen wie z. B. 1654/61 im schönburgischen Gebiet. Auf dem Lande spielte der Gesindezwangsdienst eine die traditionellen Familienstrukturen desorganisierende Rolle. Die Gesindeordnungen wurden erst 1918 in Österreich und 1925 in der Schweiz aufgehoben.